# Пенеми

Фаропенем.

Пенеми (англ. penems) — похідні пенамів, отримані з них шляхом дегідрування — 2,3-дидегідропенами. Основу їх молекул становить конденсована беталактам-оксазолідинова система кілець. Пенеми належать до класу антибіотиків.
β-лактами з ненасиченим п'ятичленним гетероциклом, що містить атом сірки, злитий з β-лактамним кільцем. Пенеми не зустрічаються в природі; всі вони синтетичні.